# Neocompsa mexicana
Neocompsa mexicana là một loài bọ cánh cứng trong họ Cerambycidae.